# Tu vuò fà l'americano
Pour les articles homonymes, voir Américain.
Clip vidéo
[vidéo] « Renato Carosone - Tu vuò fà l'americano (1956) », sur YouTube
[vidéo] « Sophia Loren - Americano (1960) », sur YouTube
[vidéo] « Dany Brillant - Tu Vuo Fa l'Americano (2001) », sur YouTube
Tu vuo' fa' l'americano (Tu veux faire l'Américain, en napolitain, You Want to Be American, en anglais) est une chanson italo-américaine (napolitaine) mêlant swing, jazz, boogie-woogie et rock 'n' roll. Elle est écrite en napolitain par Nicola Salerno (en), et composée par Renato Carosone, qui l'enregistre en single avec son sextet de jazz en 1956,, extrait de son album Carosello Carosone n°5 (it), de 1957, et musique du film Totò, Peppino et les Fanatiques de 1958, un de ses plus importants succès internationaux.

## Histoire
Renato Carosone (originaire de Naples) écrit très vite cette musique, pour un concours radiophonique Casa Ricordi, après avoir lu les paroles de Nicola Salerno, et perçoit immédiatement le succès que le morceau allait rencontrer.
Avec cette chanson de son répertoire de jazz italo-américain, inspirée du film comique à succès Un Américain à Rome de 1954, Renato Carosone et Nicola Salerno critiquent avec humour les jeunes Italiens napolitains qui veulent se la jouer américain,, en s'inspirant de symboles du mode de vie américain d'après-guerre (américanisation, American way of life, et rêve américain) avec des pantalons en jeans avec une marque au dos, des casquettes à visière, en buvant du whisky soda, en dansant le rock 'n' roll, en jouant au baseball, et en fumant des Camels..., mais qui dépendent de l'argent de leur mère, et à qui il demande « Comment peux tu lui faire comprendre que tu l'aimes, si tu parles à moitié américain ? »...

## Sextet de jazz de Renato Carosone
- Renato Carosone : chant, piano stride
- Silvano Santorio : mandoline
- Piero Giorgetti (it) : contrebasse
- Marco Del Conte : saxophone, clarinette
- Sergio Lombardini : saxophone, clarinette
- Giovanni Tozzi Rambaldi : saxophone, clarinette
- Gegè Di Giacomo (it) : batterie

## Reprises et adaptations
Ce standard de jazz est repris par de nombreux interprètes, dont :
- 1957 : Boris Vian l'a adaptée en français sous le titre « Tout fonctionne à l'italiano » pour Freddy Balta, qui l'interpréta sur l'album humoristique Fredo Minablo et sa pizza musicale de 1957[8], parodie des chanteurs italianisants alors à la mode en France.
- 1995 : Akhenaton, le rappeur français dont les parents sont originaires de Naples, s'inspire de la chanson dans son rap L'Americano, dans lequel il décrit sa fascination pour l'Amérique dans sa jeunesse, et sa désillusion le jour où il y a mis les pieds[9] ;
- 1999 : Tonino Carotone, l'Espagnol altermondialiste la reprend dans son album Mondo Difficile, chez Virgin Espagne ;
- 2000 : The Brian Setzer Orchestra : Americano sur l'album VaVoom ;
- 2001 : Tao-By, le chanteur en fait une adaptation en corse à sa façon, L'Americanu
- 2001 : Dany Brillant, reprend la chanson dans son album Dolce Vita, et de nouveau en 2005, dans son album Casino ;
- 2006 : Lou Bega, a fait une version anglaise du titre (You wanna be americano);
- 2009 : The Puppini Sisters le trio vocal en propose une version rapide sur leur album Betcha Bottom Dollar ;
- 2010 : Yolanda Be Cool & DCUP (en), les australiens samplent le morceau dans une version house intitulée We No Speak Americano qui atteint les premières places des hit-parades de pays à travers le monde ;
- 2010 : Jean-Baptiste Maunier et Patrick Timsit reprennent le morceau dans le Medley Calamar Club, du concert Les Enfoirés... la Crise de nerfs;[10]
- 2011 : Aylin Prandi la reprend ainsi que de nombreux classiques italiens dans son album 24.000 baci.

## Au cinéma
- 1958 : Totò, Peppino et les Fanatiques (Totò, Peppino e le fanatiche) de Mario Mattoli, interprétée par Renato Carosone et son sextet[4].
- 1960 : C'est arrivé à Naples, de Melville Shavelson, avec Clark Gable, interprétée par Sophia Loren[11] ;
- 1999 : Le Talentueux Mr Ripley, d'Anthony Minghella, interprété par Matt Damon, Jude Law, Rosario Fiorello et The Guy Barker Quintet[12];
- 2010 : The American, d'Anton Corbijn, avec George Clooney.
- 2012 : Sammy 2, film d'animation de Ben Stassen
- 2021 : Hitman and Bodyguard 2, de Patrick Hughes